# Extindere esențială
În matematică, în special în teoria modulelor, fiind dat un inel R și un R-modul⁠(d) M cu un submodul N, se spune că modulul M este o extindere esențială a lui N (sau despre N se spune că este un submodul esențial sau mare din M) dacă pentru orice submodul H din M
{\displaystyle H\cap N=\{0\}\,} implică {\displaystyle H=\{0\}\,.}
Ca un caz particular, un ideal esențial stâng al lui R este un ideal stâng care este esențial ca submodul al modulului stâng RR. Idealul stâng are o intersecție nevidă cu orice ideal stâng nenul al lui R. Analog, un ideal esențial drept este un submodul esențial al modulului R drept RR.
Notațiile uzuale pentru extinderile esențiale sunt următoarele două expresii:
{\displaystyle N\subseteq _{e}M\,}, respectiv
{\displaystyle N\trianglelefteq M\,}
Noțiunea duală celei de submodul esențial este aceea de submodul superfluu (sau mic). Un submodul N este superfluu dacă pentru orice alt submodul H,
{\displaystyle N+H=M\,} implică {\displaystyle H=M\,}.
Notațiile uzuale pentru submodulele superflue sunt:
{\displaystyle N\subseteq _{s}M\,}, respectiv
{\displaystyle N\ll M\,}.

## Proprietăți
Iată câteva dintre proprietățile elementare ale extinderilor esențiale, date în notația introdusă mai sus. Fie M un modul, iar K, N și H submodule ale lui M cu K{\displaystyle \,\subseteq \,}N
- Evident, M este un submodul esențial al lui M, iar submodulul nul al unui modul nenul nu este niciodată esențial.
- {\displaystyle K\subseteq _{e}M} dacă și numai dacă {\displaystyle K\subseteq _{e}N} și {\displaystyle N\subseteq _{e}M}
- {\displaystyle K\cap H\subseteq _{e}M} dacă și numai dacă {\displaystyle K\subseteq _{e}M} și {\displaystyle H\subseteq _{e}M}

Folosind lema lui Zorn este posibil să se demonstreze un alt fapt util:
Pentru orice submodul N din M, există un submodul C astfel încât
{\displaystyle N\oplus C\subseteq _{e}M}.
În plus, un modul fără extindere esențială proprie (adică dacă modulul este esențial într-un alt modul, atunci este egal cu acel modul) este un modul injectiv⁠(d). Este apoi posibil să se demonstreze că orice modul M are o extindere esențială maximală E(M), numită anvelopa injectivă a lui M. Anvelopa injectivă este în mod necesar un modul injectiv și este unică până la izomorfism. De asemenea, anvelopa injectivă este minimală, în sensul că orice alt modul injectiv care-l conține pe M conține o copie a lui E(M).
Multe proprietăți apar în formă duală la submodulele superflue, dar nu toate. Fie M un modul, iar K, N și H submodule ale lui M cu K{\displaystyle \,\subseteq \,}N.
- Submodulul nul este întotdeauna superfluu, iar un modul nenul M nu este niciodată superfluu în sine.
- {\displaystyle N\subseteq _{s}M} dacă și numai dacă {\displaystyle K\subseteq _{s}M} și {\displaystyle N/K\subseteq _{s}M/K}
- {\displaystyle K+H\subseteq _{s}M} dacă și numai dacă {\displaystyle K\subseteq _{s}M} și {\displaystyle H\subseteq _{s}M}.

Deoarece orice modul poate fi aplicat printr-un monomorfism⁠(d) a cărui imagine este esențială într-un modul injectiv (anvelopa sa injectivă), ar putea fi pusă întrebarea dacă afirmația duală este adevărată, adică pentru orice modul M, există un modul proiectiv⁠(d) P și un epimorfism⁠(d) de la P la M al cărui nucleu⁠(d) este superfluu? (Un astfel de P se numește acoperire proiectivă). Răspunsul este „nu” în general, iar clasa specială de inele ale căror module drepte au toate acoperiri proiective este clasa inelelor perfecte drepte.
O formă a lemei lui Nakayama⁠(d) este că J(R)M este un submodul superfluu al lui M când M este un modul finit generat peste R.